# Estación de San Quirico de Besora
San Quirico de Besora (en catalán y según Adif Sant Quirze de Besora-Montesquiu) es una estación situada en el municipio homónimo, perteneciente a la línea Barcelona-Ripoll por donde circulan trenes de la línea R3 del núcleo de Cercanías de Barcelona operados por Renfe Operadora. A pesar de formar parte de la red de Cercanías no tiene tarifación como tal, sino como de Media Distancia. En 2021 fue utilizada por 27 934 usuarios, correspondientes a los servicios de cercanías. Esto supuso un incremento de 3 956 usurarios sobre el año anterior y en términos relativos un aumento del 16,5%.

## Situación ferroviaria
La estación se encuentra en el punto kilométrico 93,4 de la Línea Barcelona-Vic-Ripoll, entre las estaciones de Borgonya y La Farga de Bebié, a 580,90 metros de altitud. Hasta 1980 perteneció también a la línea entre Ripoll y San Juan de las Abadesas.
El tramo es de vía única en ancho ibérico (1668 mm), con tensión eléctrica de 3 kV y alimentación por catenaria. Esta configuración se mantiene entre las estaciones de Vich y Puigcerdá, tramo al que pertenece la estación.

## Historia
La estación tiene su origen más inmediato en 1877, mediante la constitución de la "Sociedad del Ferrocarril y Minas de San Juan de las Abadesas” (FMSJ) la cual, mediante subcontrata, iba a realizar el tramo entre Vich y Torallas, al cual pertenece la estación.
Aunque el ferrocarril llegó a San Quirico de Besora el 21 de septiembre de 1879, la estación no fue inaugurada oficialmente sino hasta el 20 de octubre de 1879 con la puesta en marcha del tramo de 8,4 km entre las estaciones de Torelló y San Quirico de Besora de la línea que pretendía unir Barcelona con San Juan de las Abadesas, desde Vich y Granollers. En 1880 se completó la línea hasta San Juan de las Abadesas, para conectar las industrias barcelonesas con las minas del Pirineo. Sin embargo, la sociedad FMSJ dejó de hacerse cargo de sus líneas el 31 de diciembre de 1899, transfiriéndola a compañía Norte debido a problemas financieros, quedando disuelta FMSJ en los siguientes años.
En 1928 se electrificó la línea a una tensión de 1,5 kV. Por la estación circulaban las locomotoras de la serie 7000 de la compañía Norte, que remolcaban los trenes desde Barcelona, No estaban autorizadas a circular, a pesar de que eran eléctricas, por la vía del Transpirenaico (línea Ripoll-Puigcerdá), siendo sustituidas en Ripoll por las populares locomotoras de la serie 1000 hasta Francia.
El estallido de la Guerra Civil en 1936 dejó la estación en zona republicana. Ante la nueva situación el gobierno republicano, que ya se había incautado de las grandes compañías ferroviarias mediante un decreto de 3 de agosto de 1936, permitió que en la práctica el control recayera en comités de obreros y ferroviarios. Con la llegada de las tropas sublevadas a Cataluña en 1939, Norte toma de nuevo el control de la empresa.
En 1941, tras la nacionalización del ferrocarril de ancho ibérico, las instalaciones pasaron a manos de la recién creada RENFE. En 1965 se elevó la tensión de la línea a 3000V. para unificarla con el resto de la red en Cataluña.
El tramo ferroviario entre Ripoll y San Juan se cerró el 1 de julio de 1980, perdiendo la estación la conexión con el sureste de El Ripollés. Aunque se mantuvo un servicio alternativo de autobuses, el servicio quedó suprimido definitivamente el 1 de enero de 1985. El tramo desafectado se reconvirtió en la vía verde llamada Ruta del Hierro y del Carbón. En 1984 planeó sobre la línea Ripoll-Puigcerdá la amenaza de cierre, dentro del plan de clausura masiva de líneas altamente deficitarias, evitado por el carácter internacional de la línea.
Desde el 31 de diciembre de 2004 Renfe Operadora explota la línea mientras que Adif es la titular de las instalaciones ferroviarias.
El 17 de marzo de 2005 un convoy traccionado por una locomotora de vapor, propiedad del Regimiento de Ferrocarriles n.º13, efectuó parada en la estación, en el marco de las celebraciones del 75.º aniversario de la conexión internacional con Francia por la Cerdaña.

## La estación
La estación se encuentra al norte de la población. Dispone de una vía principal (vía 1) y la vía derivada (vía 2). Consta de dos andenes, estando el andén central (con una mínima marquesina) entre las vías 1 y 2 y el andén lateral frente al edificio de viajeros con acceso únicamente a la vía 2. El cambio de uno a otro andén se hace a nivel, por el costado de Vich/Barcelona. El edificio de viajeros de San Quirico de Besora, situado a la derecha de las vías en kilometraje ascendente, es idéntico en cuanto a diseño y construcción al de las estaciones de Torelló y Manlleu. Se trata de una construcción de dos alturas más buhardilla con tres vanos por costado y planta, al que se le han anexado dos cuerpos laterales más con tres vanos y de una sola planta. Todos los vanos son de arcos escarzanos, salvo los tres que dan acceso al exterior en la planta baja central, que son de medio punto. Ambos estructuras del edificio de viajeros (la central y los anexos) tienen tejado a dos aguas, si bien con orientación diferente. Una amplia marquesina cubre el andén lateral en toda la extensión del edificio de viajeros. El conjunto está protegido mediante cámaras de vigilancia.
La vía fue renovada en 2004 entre la estación de Borgonya y la de Ripoll, tramo al cual pertenece la estación.

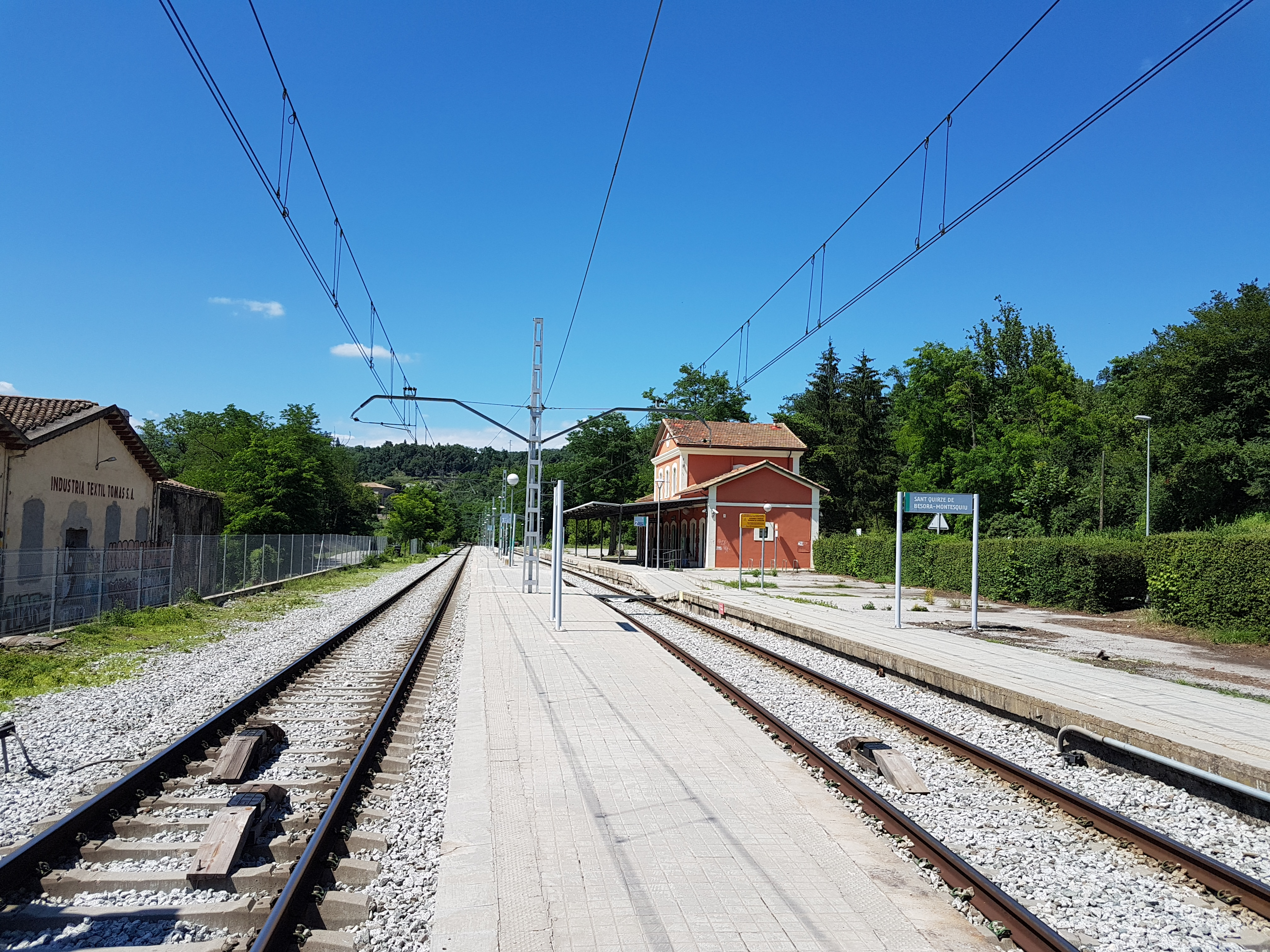
Vías y andenes de la estación en 2020.

El sistema de seguridad es de "Tren-tierra y ASFA". En cuanto a los bloqueos dispone de Bloqueo de Liberación Automática en vía Única con Control de Tráfico Centralizado (BLAU con CTC). Esta configuración se mantiene en el tramo entre las estaciones de Vich y Puigcerdá, al cual pertenece la estación. El horario de la estación es diario, de 05:15 a 23:50h.

## Servicios ferroviarios
A pesar de pertenecer la estación a la red de Cercanías de Barcelona, sólo tiene servicios regionales de Media Distancia, que se prestan con material de Rodalies de Catalunya, usualmente con la serie 447 de Renfe y más raramente con trenes Civia. Los trenes semidirectos entre Barcelona y Puigcerdá no efectúan parada en esta estación. Los horarios actualizados de Cercanías de Cataluña pueden descargarse en este enlace. El horario actualizado de la R3 puede consultarse en este enlace.
| << cabecera                    | < estación       | línea  | estación >                  | cabecera >>            |
| ------------------------------ | ---------------- | ------ | --------------------------- | ---------------------- |
| Rodalies de Catalunya de Renfe |                  |        |                             |                        |
| Hospitalet                     | Borgonyà Torelló |        | La Farga de Bebié           | Ripoll Ribas de Freser |
| Hospitalet                     | Borgonyà Torelló | Ripoll | Puigcerdá / Latour-de-Carol |                        |